# Chiaroscuro

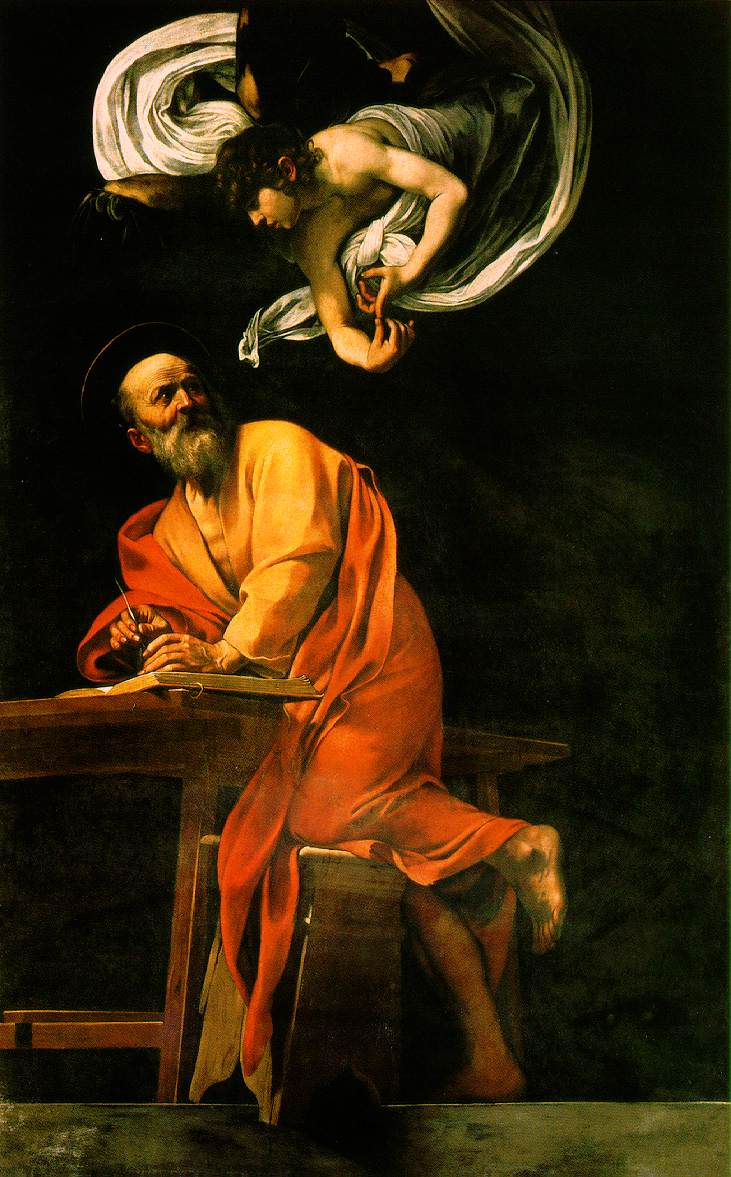
Caravaggio: Szent Máté megvilágosodása (1602)

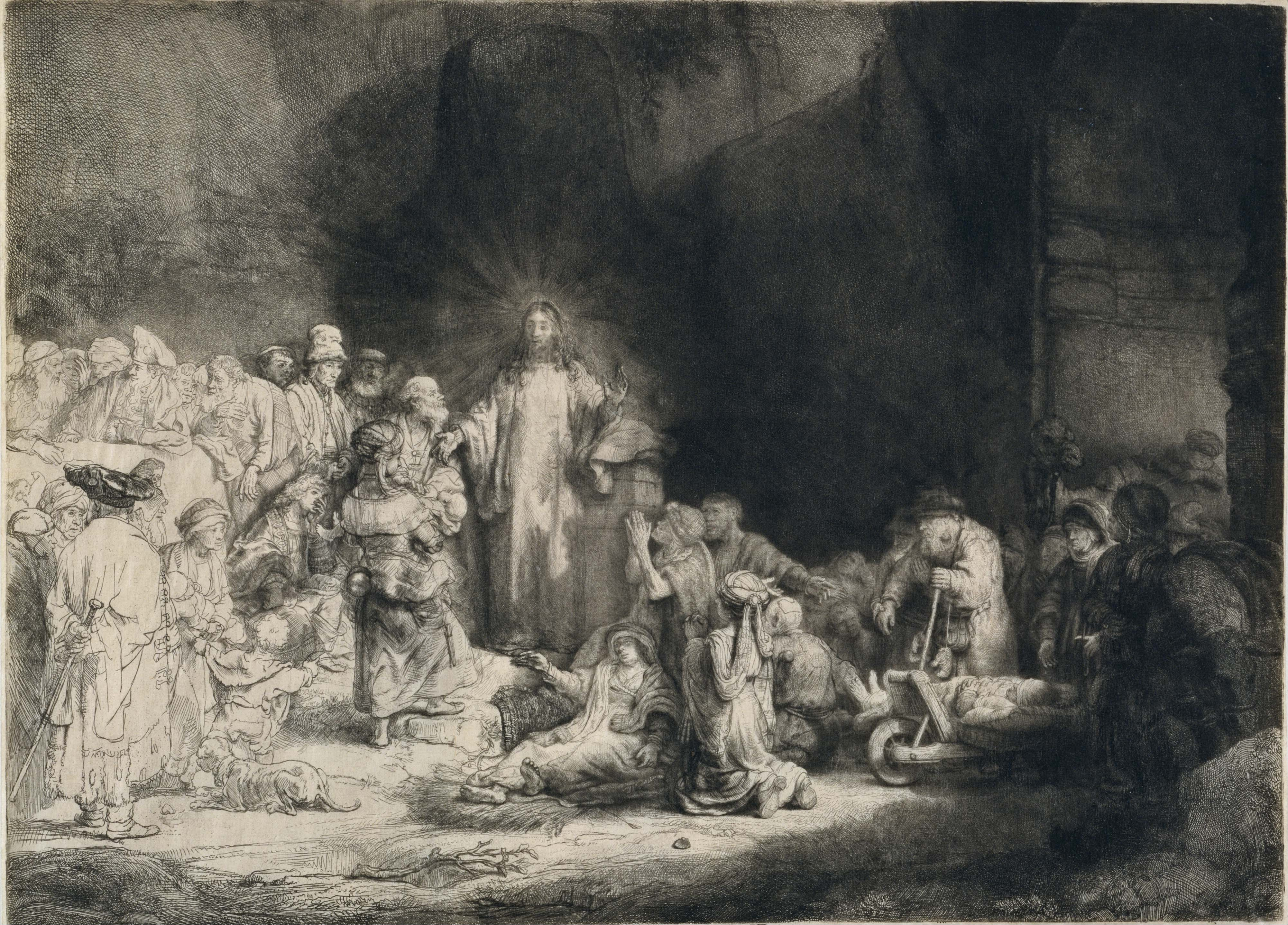
Rembrandt: Százforintos lap, Rembrandt az ábrázolt jelenetek főalakjaira összpontosítja a fényt

A chiaroscuro (= fény és árnyék) a fényviszonyok és hatásaik hangsúlyos ábrázolása a festészetben.

## Története
A középkori festészet még megelégedett az egységes világítással. A reneszánsz idején azonban már felfedezték az árnyék térképző és a színeket változatosabbá tevő hatását. Az árnyékot vető test fénnyel ellentétes oldalán levő sötét foltot önárnyéknak, az általa okozottat vetett árnyéknak nevezik. Az önárnyékon belül felfedezhető a szomszédos felületekről odavetődő fények és színek hatása, ezek a reflexek. A világosabb és sötétebb részek közti átmenetet félárnyéknak nevezik, ennek finomabb megoldása a sfumato. A reneszánsz festészet, majd a barokk festészet is gyakran felhasználta a sötét árnyékok és a világos, esetleg ragyogó foltok együttes alkalmazásából adódó drámai hatásokat, a chiaroscurót, illetve franciásan clair-obscurt. A chiaroscuro első legnagyobb mesterei Leonardo da Vinci, Caravaggio, Georges de La Tour és Rembrandt voltak. Caravaggio képein a fény és árnyék éles ellentéte drámai hatású, Rembrandt az ábrázolt jelenetek főalakjaira összpontosítja a fényt.